# Balázs Tóth (Fußballspieler, 1997)
Balázs Tóth (* 4. September 1997 in Kazincbarcika) ist ein ungarischer Fußballtorhüter.

## Karriere

### Verein
Aus der Jugend von Kazincbarcika SC wechselte Tóth 2008 in die des Puskás Akadémia FC, bei dem er auch, mit einer kleinen Zwischenstation bei Videoton von 2012 bis 2013, alle weiteren U-Mannschaften durchlief. Anfang 2016 wurde er fester Bestandteil des Kaders der ersten Mannschaft. In seinen ersten Jahren schaffte er aber nicht den Durchbruch und bekam keinen Einsatz. So wurde er zur Saison 2018/19 an den Aqvital FC Csákvár verliehen. Dort gab er sein Zweitligadebüt und war die gesamte Saison unangefochtener Stammtorhüter. Nach der Leihe ersetzte er ab März 2020 Lajos Hegedüs im Tor bei Puskás in der ersten Liga. In der Folgesaison erreichte er mit seiner Mannschaft die Qualifikation zur Conference League 2021/22, in der man FK RFS unterlag. In der Saison 2021/22 wurde er zeitweise durch Tamás Markek im Tor ersetzt. In der Saison 2022/23 holte er sich in der Hinrunde den Platz als Stammtorhüter zurück, musste diesen jedoch in der Rückrunde wieder abgeben. Aufgrund dieser Situation ließ er sich zur Saison 2023/24 an den Fehérvár FC verleihen, bei welchem er in der Jugend schon einmal kurzzeitig aktiv war. Hier hatte er nun über den Verlauf der Saison wieder den Status des Stammtorhüters inne.

### Nationalmannschaft
Nach einem Einsatz für die ungarische U21 im Juni 2018 wurde er ab März 2021 hin und wieder für die A-Nationalmannschaft nominiert. Für die Europameisterschaft 2021 stand er im erweiterten Kader, schaffte es aber nicht in den finalen Turnierkader.